# 多米尼克·福穆薩
多米尼克·福穆薩（Dominic Fumusa，1969年9月13日—）是美國的一位演員和旁白配音演員。他最著名的作品是Showtime喜劇護士當家。福穆薩曾經出演百老匯音樂劇。